# Sordità non sindromica
Per sordità non sindromica si intende un tipo di sordità non associato ad altre patologie più complesse (quali la sindrome di Alport, la sindrome di Waardenburg, la sindrome di Usher e la sindrome di Pendred, od altre meno frequenti).